# Leioproctus pacificus
Leioproctus pacificus är en biart som beskrevs av Michener 1965. Leioproctus pacificus ingår i släktet Leioproctus och familjen korttungebin. Inga underarter finns listade i Catalogue of Life.